# Procellaria
Procellaria és un gènere d'ocells marins de la família dels procel·làrids (Procellariidae), d'hàbits pelàgics, que habita gairebé tots els oceans del món. Hom coneixen pel nom comú de baldrigues, juntament amb les espècies dels gèneres Puffinus i Calonectris.

## Taxonomia
Segons la classificació del Congrés Ornitològic Internacional (versió 2.5, 2010) aquest gènere està format per cinc espècies.
- Procellaria aequinoctialis - Baldriga de barbeta blanca.[3]
- Procellaria cinerea - Baldriga de Gmelin.[4]
- Procellaria conspicillata - Baldriga d'ulleres.
- Procellaria parkinsoni - Baldriga de Parkinson.
- Procellaria westlandica - Baldriga de Westland.